# Sollevamento del legno della Croce
Il Sollevamento del legno della Croce è un affresco (356x190 cm) di Piero della Francesca e aiuti, facente parte delle Storie della Vera Croce nella cappella maggiore della basilica di San Francesco ad Arezzo, databile agli anni 1452-1458. L'affresco fu probabilmente dipinto nella prima parte dei lavori, prima del soggiorno a Roma (1458-1459). In questo affresco in particolare si riconosce la mano secca e grafica di Giovanni da Piamonte (soprattutto nel trattamento dei riccioli delle capigliature), sebbene il disegno sia interamente imputabile a Piero.

## Descrizione e stile
La scena è la diretta continuazione, sia fisicamente che cronologicamente, dell'adiacente Adorazione della Croce e incontro tra Salomone e la Regina di Saba. La Regina ha rivelato a Salomone che il legno dell'Albero della Conoscenza, da lei riconosciuto in una trave di un ponte, sarà la rovina del giudaismo, per questo re Salomone dà l'ordine di seppellirlo.
La scena mostra infatti tre operai che stanno sollevando la trave con pertiche, per poi trasportarla e seppellirla, nel luogo dove verrà poi dissotterrata per la crocifissione di Cristo. Essi sono rappresentati nel momento dello sforzo, variamente abbigliati e con i muscoli tesi. La marezzatura della tavola incornicia la testa del primo lavoratore, ricordando la tipica iconografia del Cristo sul Golgota. Il terzo ha invece una corona di racemi d'uva, simboleggiante i cicli della natura e della terra.
Il cielo terso è chiazzato dalle nuvole rese con la tipica ombreggiatura a cuscinetto, tipica dei lavori di Piero. In basso si vede uno scudo con l'emblema dello scorpione, simbolo del giudaismo.